# Мелчионни, Билл
Уильям П. «Билл» Мелчионни (англ. William P. "Bill" Melchionni; родился 19 октября 1944 года в Филадельфии, штат Пенсильвания) — американский профессиональный баскетболист, играл в Американской баскетбольной ассоциации, отыгравший семь из девяти сезонов её существования, плюс два сезона в Национальной баскетбольной ассоциации. Чемпион НБА в сезоне 1966/1967 годов в составе команды «Филадельфия Севенти Сиксерс», а также чемпион АБА в сезонах 1973/1974 и 1975/1976 годов в составе клуба «Нью-Йорк Нетс».

## Ранние годы
Билл Мелчионни родился 19 октября 1944 года в городе Филадельфия (штат Пенсильвания), а вырос уже в тауншипе Пеннсокен (штат Нью-Джерси), где учился в подготовительной школе имени епископа Бартоломью Юстаса, в которой играл за местную баскетбольную команду.

## Студенческая карьера
В 1963 году Билл Мелчионни поступил в Университет Вилланова, где в течение трёх лет выступал за баскетбольную команду «Вилланова Уайлдкэтс», в ней он провёл успешную карьеру под руководством известного наставника Джека Крафта, набрав в итоге в 84 играх 1614 очков (19,2 в среднем за игру) и 336 подборов (4,0). При Билле «Уайлдкэтс» ни разу не выигрывали ни регулярный чемпионат, ни турнир конференции Independent, впрочем один раз выходили в плей-офф студенческого чемпионата США (1964), а там в 1/8 финала со счётом 73-87 уступили команде «Дьюк Блю Девилз». Кроме того в 1966 году «Дикие коты» заняли третье место в Национальном пригласительном турнире, а Мелчионни был признан его самым ценным игроком. В том же году он стал лауреатом трофея имени Роберта Гизи, который вручается лучшему игроку студенческих команд Филадельфии, выступающих в 1-м дивизионе NCAA, а майка с номером 25, под которым выступал за «Уайлдкэтс», был изъят из обращения и вывешен под сводами «Павильона».

## Профессиональная карьера
В 1966 году Мелчионни выставил свою кандидатуру на драфт НБА, на котором он был выбран во втором раунде под общим 19-м номером клубом «Филадельфия Севенти Сиксерс», в составе которого уже в дебютном сезоне выиграл чемпионский титул НБА, будучи одноклубником Уилта Чемберлена, Хэла Грира, Билли Каннингема, Ларри Костелло, Люциуса Джексона, Уоли Джонса и Чета Уокера, под руководством знаменитого тренера, члена Зала славы баскетбола, Алекса Ханнума.
Перед началом сезона 1969/1970 годов Мелчионни заключил соглашение с клубом Американской баскетбольной ассоциации «Нью-Йорк Нетс», в котором он выступал вплоть до слияния АБА с НБА. В сезоне 1971/1972 годов «Нетс» дошли до финала турнира, где в шести матчах уступили клубу «Индиана Пэйсерс» со счётом 2-4. В сезоне 1973/1974 годов Мелчионни в составе «Нетс» стал чемпионом АБА, которые легко прошли по сетке плей-офф, проиграв всего две встречи. «Сети» на первом этапе без проблем обыграли клуб «Вирджиния Сквайрз» со счётом 4-1, затем в полуфинале со счётом 4-0 — команду «Кентукки Колонелс», а в финале в пятом матче серии до четырёх побед переиграли клуб «Юта Старз» со счётом 4-1, сам же он по его итогам стал всего лишь восьмым по результативности игроком своей команды, набрав в трёх матчах всего 12 очков (по 4,0 в среднем за матч). В сезоне 1975/1976 годов «Нетс» повторили свой успех, став двукратными победителями лиги. По регламенту турнира «Сети» пропустили первый раунд плей-офф, затем в полуфинале с огромным трудом обыграли команду «Сан-Антонио Спёрс» со счётом 4-3, а в финале в шестом матче серии до четырёх побед переиграли клуб «Денвер Наггетс» со счётом 4-2, сам же Билл принял участие только в одном матче и по его итогам стал всего лишь десятым по результативности игроком своей команды, набрав всего 4 очка.
Кроме того Мелчионни три раза принимал участие в матче всех звёзд АБА (1971—1973), один раз включался в первую сборную всех звёзд АБА (1972), а также трижды становился лидером регулярного чемпионата АБА по передачам (1971—1973). Когда в «Нью-Йорк» пришёл молодой Джулиус Ирвинг, Билл, будучи самым опытным игроком, стал его наставником. После слияния АБА с НБА решил завершить свою спортивную карьеру, а уже в сентябре 1976 года свитер с номером 25, под которым Мелчионни выступал за «Нетс», был изъят из обращения и вывешен под сводами «Барклайс-центра», баскетбольной арены, на которой «Сети» до сих пор проводят свои домашние матчи.
Его брат, Гэри Мелчионни, обучался в университете Дьюка, где выступал за команду «Дьюк Блю Девилз» (1970—1973), а в последние два года он был её капитаном и одним из лучших игроков конференции Атлантического Побережья. Сын Гэри и по совместимости племянник Билла, Ли Мелчионни, также играл в своё время за «Блю Девилз» (2002—2006).

## Статистика

### Статистика в НБА
| Сезон                                                                                    | Команда     | Регулярный сезон | Регулярный сезон | Регулярный сезон | Регулярный сезон | Регулярный сезон | Регулярный сезон | Регулярный сезон | Регулярный сезон | Регулярный сезон | Регулярный сезон | Регулярный сезон | Серия плей-офф | Серия плей-офф | Серия плей-офф | Серия плей-офф | Серия плей-офф | Серия плей-офф | Серия плей-офф | Серия плей-офф | Серия плей-офф | Серия плей-офф | Серия плей-офф |
| Сезон                                                                                    | Команда     | GP               | GS               | MPG              | FG%              | 3P%              | FT%              | RPG              | APG              | SPG              | BPG              | PPG              | GP             | GS             | MPG            | FG%            | 3P%            | FT%            | RPG            | APG            | SPG            | BPG            | PPG            |
| ---------------------------------------------------------------------------------------- | ----------- | ---------------- | ---------------- | ---------------- | ---------------- | ---------------- | ---------------- | ---------------- | ---------------- | ---------------- | ---------------- | ---------------- | -------------- | -------------- | -------------- | -------------- | -------------- | -------------- | -------------- | -------------- | -------------- | -------------- | -------------- |
| 1966/67                                                                                  | Филадельфия | 73               |                  | 9,5              | 39,1             |                  | 65,0             | 1,3              | 1,3              |                  |                  | 4,3              | 1              |                | 5,0            | 0,0            |                | 0,0            | 3,0            | 1,0            |                |                | 0,0            |
| 1967/68                                                                                  | Филадельфия | 71               |                  | 10,7             | 43,5             |                  | 70,2             | 1,5              | 1,5              |                  |                  | 4,6              | 9              |                | 5,6            | 33,3           |                | 50,0           | 0,4            | 1,1            |                |                | 2,0            |
|                                                                                          | Всего       | 144              |                  | 10,1             | 41,2             |                  | 67,3             | 1,4              | 1,4              |                  |                  | 4,4              | 10             |                | 5,5            | 30,8           |                | 33,3           | 0,7            | 1,1            |                |                | 1,8            |
| Наведите курсор мыши на аббревиатуры в заголовке таблицы, чтобы прочесть их расшифровку. |             |                  |                  |                  |                  |                  |                  |                  |                  |                  |                  |                  |                |                |                |                |                |                |                |                |                |                |                |